# Дівчинка летить на кулях
«Дівчинка, що відлітає / Дівчинка летить на кулях» (англ. Flying Balloon Girl) — трафаретне графіті, створене в 2005 році художником Бенксі. Розташоване на Західному березі річки Йордан на Ізраїльському розділовому бар'єрі біля контрольно-пропускного пункту Каландія. Графіті зображує дівчинку, що летить на зв'язці із семи повітряних куль.

## Історія
Письменниця Анна Болл назвала цю роботу Бенксі «проявом транснаціональної емпатії». Вважається, що графіті відсилає до підтримки художником права палестинців на свободу пересування та вибору місця проживання і, можливо, до палестинського права на повернення — до цієї теми Бенксі неодноразово звертався у своїх творах.
Графіті отримало, головним чинсом, позитивні відгуки — воно було названо «пронизливо простим: завдяки магічному реалізму та уявленням про дитячу невинність маленька дівчинка втілює мрійливу, надприродну надію, коли повітряні кулі піднімають її з суворого оточення». Джон Леннон, асоційований професор англійської мови в Південно-Флоридському університеті, так охарактеризував роботу:
Однак, якщо розглядати тільки саме зображення, то, звичайно, не існує жодного зв'язку між цією дівчинкою та правом палестинців на повернення. Замість цього, «Дівчинка летить на кулях» уособлює загальне бажання чарівним чином уникнути життєвих труднощів. Через десятиліття після того, як Бенксі розмістив трафарет на роз'єднувальному мурі, його зображення стало не заявою про права палестинців, а звичним зображенням бренду Бенксі… Інтерпретація образу дівчини, що летить на повітряних кульках, як універсального символу надії ставить її в ранг надихаючих творів; люди отримують естетичну насолоду від зображення, а історична аура роботи значно послаблюється.